# István Messzi
István Messzi, född 29 juni 1961 i Kiskunfélegyháza, död 9 maj 1991 i Katalinpuszta, var en ungersk tyngdlyftare.
Messzi blev olympisk silvermedaljör i 82,5-kilosklassen i tyngdlyftning vid sommarspelen 1988 i Seoul.